# Eupelmus vesicularis
Eupelmus vesicularis är en stekelart som först beskrevs av Anders Jahan Retzius 1783.  Eupelmus vesicularis ingår i släktet Eupelmus och familjen hoppglanssteklar. Arten är reproducerande i Sverige. Inga underarter finns listade i Catalogue of Life.